# Фінал Кубка Франції з футболу 2004
Фінал Кубка Франції з футболу 2004 — футбольний матч, що відбувся 29 травня 2004 року. У ньому визначився 87-й переможець кубка Франції. Особливістю фіналу є те, що одним з учасників був клуб Шатору, представник Ліги 2, другого за рангом футбольного дивізіону Франції.

## Шлях до фіналу
| ПСЖ            | ПСЖ                      | Раунд       | Шатору           | Шатору                   |
| -------------- | ------------------------ | ----------- | ---------------- | ------------------------ |
| Суперник       | Результат                |             | Суперник         | Результат                |
| Труа           | 3–2 (дч) вдома           | 1/32 фіналу | Гренобль         | 1–0 на виїзді            |
| Марсель        | 2–1 (дч) на виїзді       | 1/16 фіналу | Олімпік (Валанс) | 2–2 (пен. 5–4) на виїзді |
| Авірон Байонна | 2–0 на виїзді            | 1/8 фіналу  | Кретей           | 2–0 вдома                |
| Брів           | 2–1 на виїзді            | 1/4 фіналу  | Монако           | 1–0 на виїзді            |
| Нант           | 1–1 (пен. 3–4) на виїзді | 1/2 фіналу  | Діжон            | 2–0 вдома                |

## Подробиці
| 29 травня 2004 |

| Парі Сен-Жермен | 1:0      | Шатору |
| --------------- | -------- | ------ |
| Паулета 65'     | Протокол |        |

| Стад-де-Франс, Сен-Дені Глядачів: 77 857 Арбітр: Стефан Бре |

| В                 |  | Ліонель Летізі        |  |     |
| З                 |  | Талаль Ель-Каркурі    |  |     |
| З                 |  | Жозе-Карл П'єр-Фанфан |  |     |
| З                 |  | Фредерік Дею (к)      |  |     |
| З                 |  | Бернар Манді          |  |     |
| ПЗ                |  | Бранко Бошкович       |  | 73' |
| ПЗ                |  | Лорік Цана            |  |     |
| ПЗ                |  | Модест М'Бамі         |  |     |
| ПЗ                |  | Фабріс Фйорезе        |  |     |
| Н                 |  | Данієл Любоя          |  | 84' |
| Н                 |  | Паулета               |  | 89' |
| Заміни:           |  |                       |  |     |
| ПЗ                |  | Селім Бен-Ашур        |  | 73' |
| ПЗ                |  | Ромен Роккі           |  | 84' |
| Н                 |  | Аліуне Туре           |  | 89' |
| Головний тренер:  |  |                       |  |     |
| Вахід Халілходжич |  |                       |  |     |

| В                |  | Родольф Роше     |  |     |
| З                |  | Джиммі Алжеріно  |  |     |
| З                |  | Віссам Ель-Бекрі |  | 76' |
| З                |  | Едді Віатор      |  |     |
| З                |  | Тедді Бертен (к) |  |     |
| ПЗ               |  | Карім Фраден     |  |     |
| ПЗ               |  | Джибріль Сідібе  |  |     |
| ПЗ               |  | Себастьян Руде   |  |     |
| ПЗ               |  | Давід Вандебосше |  |     |
| Н                |  | Арміндо Феррейра |  |     |
| Н                |  | Марк-Ерік Гуеї   |  |     |
| Заміни:          |  |                  |  |     |
| Н                |  | Жоанн Пауль      |  | 76' |
| Головний тренер: |  |                  |  |     |
| Віктор Звунка    |  |                  |  |     |